# كيفن ميتشيل (لاعب كرة قدم أمريكية أمريكي)
كيفن ميتشيل (بالإنجليزية: Kevin Mitchell)‏ هو لاعب كرة قدم أمريكية أمريكي، ولد في 6 أبريل 1985 في فورت واين في الولايات المتحدة.